# Föreskrift
En föreskrift är bindande regler som skapats genom ett beslut i något offentligt organ.

## Föreskrifter i Sverige
I Sverige kan en föreskrift meddelas genom lag, förordning eller, på bemyndigande av riksdagen eller regeringen, annan myndighet . Exempelvis kan Sveriges regering i en förordning ge en central myndighet (till exempel Socialstyrelsen, Naturvårdsverket) rätt att utfärda mer detaljerade regler än de som finns i förordningen, vilket då kallas endast föreskrifter. Regeringen har också i förordningar gett Sveriges kommuner rätt att utfärda lokala föreskrifter med mer detaljerade bestämmelser än i förordningen, till exempel lokala miljö- och hälsoskyddsföreskrifter, lokala ordningsföreskrifter, lokala renhållningsföreskrifter och lokala trafikföreskrifter. En äldre benämning är stadga, till exempel lokal ordningsstadga som förekom före 1 april 1994.
En föreskrift meddelad av en myndighet är till skillnad från allmänna råd juridiskt bindande.